# オクタフルオロキセノン酸ニトロソニウム
オクタフルオロキセノン酸ニトロソニウム（オクタフルオロキセノンさんニトロソニウム、英: nitrosonium octafluoroxenate）は、化学式 (NO)2XeF8 と表される、窒素、酸素、フッ素とキセノンの化合物である。高度に分離したニトロソニウムイオン (NO+) とオクタフルオロキセノン酸イオン (XeF82−) を含むイオン化合物である。オクタフルオロキセノン酸イオンの分子構造は反四角柱形で、Xe-F結合長はそれぞれ1.971 Å、1.946 Å、1.958 Å、2.052 Å、2.099 Åとなっている。
六フッ化キセノン (XeF6) とフッ化ニトロシル (NOF) との反応によって合成することができる。
{\displaystyle {\ce {XeF6\ + 2 NOF -> (NO)2XeF8}}}
他のオクタフルオロキセノン酸イオンを含む化合物は、アルカリ金属塩 Cs2XeF8 や Rb2XeF8 などがあり、これらは400 °Cまで安定である。